# Новый Байрак
Новый Байрак (укр. Новий Байрак) — село,
Андреевский сельский совет,
Хорольский район,
Полтавская область,
Украина.
Код КОАТУУ — 5324880309. Население по переписи 2001 года составляло 219 человек.

## Географическое положение
Село Новый Байрак находится на расстоянии в 0,5 км от села Куторжиха, в 1-м км от села Коломийцево Озеро и в 1,5 км — село Козубовка.

## История
Новый Байрак образован после Победы 1945 года из села Николаевка (Байрак) и хутора Байрак - Цилюриков байрак (Целюриковы)

## Происхождение названия
Слово байрак происходит от тюркского «балка»; так обычно называется сухой, неглубоко взрезанный овраг, зачастую зарастающий травой либо широколиственным лесом.
Слово байрак распространено на юге Европейской части СССР, в лесостепной и степной зоне. От названия «байрак» происходит название байрачных лесов, где растут обычно следующие породы деревьев — дуб, клён, вяз, ясень, липа.
На территории современной Украины имеются 19 сёл с названием Байрак, из них восемь - в Полтавской области.
Новым Байрак назван потому, что создан после ВОВ путём объединения хуторов Байрак и Цилюриков Байрак в новое село.

## Экономика
- Свиноводческая ферма.